# Sin tiempo
Sin tiempo es el tercer álbum de estudio como solista del compositor y músico chileno Feliciano Saldías, lanzado de manera independiente en 2010.

## Lista de canciones
1. «Al final sé este cuento»
2. «Ayer»
3. «Descendente»
4. «Momentos infinitos»
5. «Seremos tú y yo»
6. «Sin tiempo»
7. «De ti soy»
8. «Donde vas»
9. «Todo lo que puedo ver»
10. «Vieja postal»
11. «Viento sur»
12. «Más allá»